# Dispositivi Windows Phone 7
Questa pagina raccoglie e confronta le caratteristiche hardware dei dispositivi con sistema operativo Windows Phone 7.

## Rilascio ufficiale
La seguente lista raccoglie tutti gli apparati che sono stati distribuiti ufficialmente sul mercato con sistema operativo Windows Phone 7. È stato confermato che la Nokia produrrà smartphone con sistema operativo Windows Phone 7.

### Smartphone
| Modello                      | Produttore | Data di rilascio in Italia | Processore | RAM    | Display                   | Tastiera | Peso (g) | Note                                                    |
| ---------------------------- | ---------- | -------------------------- | ---------- | ------ | ------------------------- | -------- | -------- | ------------------------------------------------------- |
| Dell Venue Pro               | Dell       | 8 novembre 2010            | QSD8250    | 512 MB | 4,1", WVGA 800x480 AMOLED | Sì       | 165      | Ha una tastiera fisica a scorrimento verticale          |
| HTC 7 Pro                    | HTC        | 17 gennaio 2011            | QSD8650    | 576 MB | 3,6", WVGA                | Sì       | 185      | CDMA: HTC Arrive Ha una tastiera a scorrimento          |
| HTC 7 Surround               | HTC        | 21 ottobre 2010            | QSD8250    | 448 MB | 3,8", WVGA                | No       | 165      | Ha gli altoparlanti a scorrimento                       |
| HTC 7 Trophy                 | HTC        | 21 ottobre 2010            | QSD8250    | 576 MB | 3,8", WVGA                | No       | 140      |                                                         |
| HTC 7 Mozart                 | HTC        | 21 ottobre 2010            | QSD8250    | 576 MB | 3,7", WVGA                | No       | 130      | Fotocamera 8 megapixel con flash allo xeno              |
| HTC HD7                      | HTC        | 21 ottobre 2010            | QSD8250    | 576 MB | 4,3", WVGA                | No       | 162      | Display più grande tra gli smartphone con Windows Phone |
| LG Optimus 7 (E900)          | LG         | 21 ottobre 2010            | QSD8650    | 512 MB | 3,8", WVGA                | No       | 157      | DLNA                                                    |
| LG Quantum                   | LG         | 21 ottobre 2010            | QSD8250    | 512 MB | 3,5", WVGA                | Sì       | 178      | Ha una tastiera a scorrimento                           |
| LG Optimus Jil Sander (E906) | LG         | 26 ottobre 2011            | QSD8650    | 512 MB | 3,8", WVGA                | No       | 157      | DLNA                                                    |
| Samsung Focus                | Samsung    | 21 ottobre 2010            | QSD8250    | 512 MB | 4", WVGA Super AMOLED     | No       | 115      | La memoria è espandibile tramite microSD.               |
| Samsung Omnia 7              | Samsung    | 21 ottobre 2010            | QSD8250    | 512 MB | 4", WVGA Super AMOLED     | No       | 138      |                                                         |
| Samsung Omnia W              | Samsung    | 21 ottobre 2011            | QSD8250    | 512 MB | 3,7", WVGA Super AMOLED   | No       | 138      |                                                         |
| Nokia Lumia 800              | Nokia      | 19 novembre 2011           | QSD8255    | 512 MB | 3,7", WVGA Super AMOLED   | No       | 142      |                                                         |
| Nokia Lumia 710              | Nokia      | 4 gennaio 2012             | QSD8255    | 512 MB | 3,7", WVGA Super AMOLED   | No       | 126      |                                                         |
| Nokia Lumia 900              | Nokia      | secondo trimestre 2012     | QSD8255    | 512 MB | 4,3", WVGA Super AMOLED   | No       | 160      |                                                         |
| Nokia Lumia 610              | Nokia      | secondo trimestre 2012     | QS17227A   | 256 MB | 3,7", WVGA                | No       | 131      |                                                         |
| ZTE Tania                    | ZTE        | secondo trimestre 2012     | QSD8250    | 512 MB | 4,3", WVGA                | No       | 130      | Archiviazione interna da 4 GB                           |
| ZTE Orbit                    | ZTE        | secondo trimestre 2012     | QSD8250    | 256 MB | 3,7", WVGA                | No       | 130      | Archiviazione interna da 4 GB                           |

### Apparati programmati per il futuro
| Modello      | Produttore | Rilascio  | Processore | RAM    | Display          | Tastiera | Peso (g) | Note                      |
| ------------ | ---------- | --------- | ---------- | ------ | ---------------- | -------- | -------- | ------------------------- |
| Dell Wrigley | Dell       | Q3 2011   |            | 512 MB | 4", WVGA         | Sì       |          | Fotocamera da 8 megapixel |
| HTC HD7S     | HTC        | metà 2011 | QSD8250    | 576 MB | 4,3", WVGA S-LCD | No       | 162      |                           |
| HTC Ignite   | HTC        | metà 2011 | MSM7230    | 512 MB | 3,7", WVGA       | No       |          |                           |
| HTC Prime    | HTC        | metà 2011 | MSM7230    | 512 MB | 3,7", WVGA       | Sì       |          |                           |

### Processori
Confronto tra i processori sugli smartphone sopra elencati.
| Modello            | Produttore | Core CPU                        | Velocità di clock CPU | Core GPU   |
| ------------------ | ---------- | ------------------------------- | --------------------- | ---------- |
| Snapdragon QSD8250 | Qualcomm   | Scorpion (Cortex-A8 modificato) | 1 GHz                 | Adreno 200 |
| Snapdragon QSD8650 | Qualcomm   | Scorpion                        | 1 GHz                 | Adreno 200 |